# Franc-maçonnerie française et colonialisme
La franc-maçonnerie française et le colonialisme connaissent diverses approches parfois contradictoires des obédiences maçonniques dès le début de la fondation de l'Empire colonial français. Si de nombreux grand commis de l'état ou des personnalités politiques membre de la franc-maçonnerie ont une action déterminante dans l'expansion coloniale de la France, le soutien des obédiences à la politique coloniale est plus tardif.

## Historique
Au cours de la Troisième République, la franc-maçonnerie française s'engage dans le soutien à la politique coloniale avec un certain retard sur l'avènement de celle-ci. Avant cela, plusieurs personnalités politiques membres de la franc-maçonnerie sont d'importants acteurs du développement de la politique d'expansion outre-mer et les loges impériales installées dans les territoires colonisés vont jouer un rôle dans le travail d'assimilation, mais également d'éducation républicaine propre à développer un « esprit français » tant chez les colons que chez les autochtones.

### Les acteurs francs-maçons de l'expansion coloniale

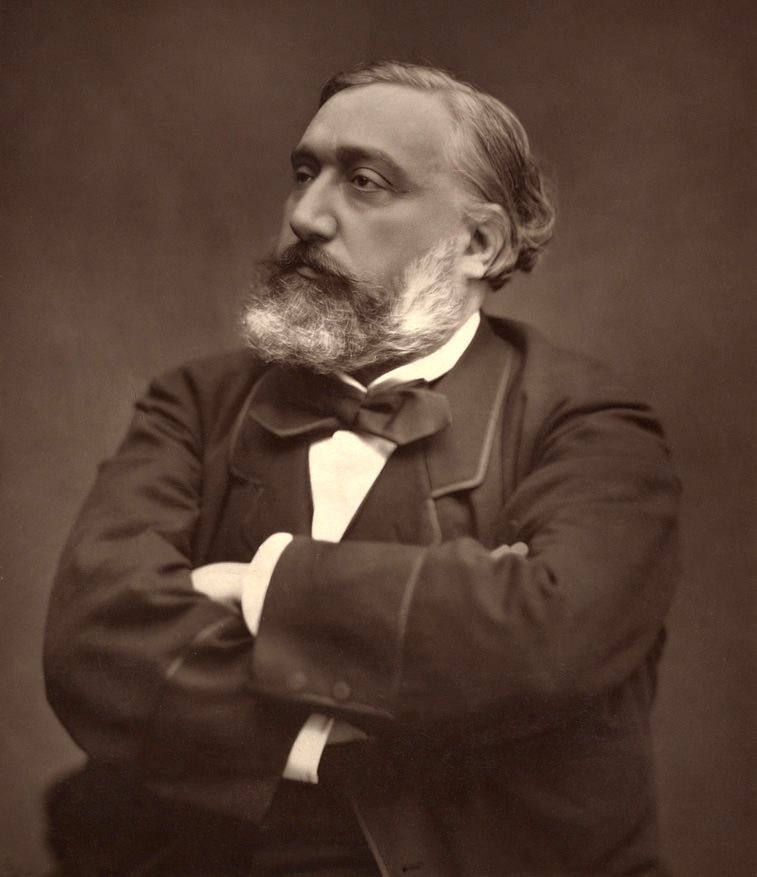
Léon Gambetta, précurseur de l'idée coloniale.

Léon Gambetta franc-maçon initié dans la loge « La réforme » à Marseille en mai 1869, fait partie des précurseurs et des inspirateurs de  l'idée coloniale, son autorité nait du rôle important qu'il joue lors de la formation de la République française à la chute du Second Empire. Il s'intéresse peu à la question coloniale avant 1870. En 1878, il se prononce pour l'assimilation des Algériens que soutiennent également les loges du Grand Orient de France en Algérie. Il soutient aussi la proposition de doter les colonies de direction civile. Défenseur de l'idée de l'extension du régime républicain dans les territoires d'outre-mer. Il évolue vers un soutien à l'expansion coloniale qu'il perçoit comme le seul moyen de propulser le redressement du pays affaibli après la défaite de 1870.
Jules Ferry est initié dans la loge « La Clémente Amitié » en 1875, il s'affilie également dans la « loge Alsace-Lorraine ». En dehors de son œuvre scolaire, il élabore une politique d'expansion coloniale dont Eugène Étienne initié a Marseille dans la loge « Le Phare de la renaissance », est l'un des grands acteurs. Ce dernier fonde le Comité de l'Afrique française et intervient régulièrement auprès de la Chambre autour des questions africaines, il suit également la conquête française de l'Indochine. Personnalité importante des groupes économiques et de pression coloniaux, il est convaincu de l’utilité économique de la colonisation.
Auguste Pavie affilié  à la « Le réveil de l'Orient » et Pierre Savorgnan de Brazza initié à la loge Alsace-Lorraine qui partage une amitié et la même conception d'une colonisation respectueuse des autochtones sont également des acteurs l'un au Laos et au Cambodge, l'autre au Congo qui participent à l'expansion du second empire colonial français,. Plusieurs ministres des Colonies sont membres de la franc-maçonnerie avant la Première Guerre mondiale, dont Eugène Étienne, Gaston Doumergue et Léon Perrier. Ou encore de grands commis de l'État, comme Louis Merat ou Jacques Cazeaux, inspecteurs généraux des colonies.

### La question du colonialisme
Malgré la présence de francs-maçons dans le processus politique de colonisation ou de son expansion, les obédiences et notamment le Grand Orient de France n'ont qu'une faible influence sur la politique suivie par le ministère de Colonies. Si la documentation historique laisse apparaitre des concordances avec des sujets comme les questions indigènes de main d'œuvre ou de mise en valeur des ressources des colonies entre les travaux des loges coloniales et des décisions de ministres, ces sujets restent partagés avec plusieurs autres organisations politiques comme la SFIO ou la Ligue des droits de l'homme.
Le comité permanent des loges d'outre-mer crée par le Grand Orient  en 1910 et peu après la commission coloniale de la Grande Loge sans être des organes officiels s'engagent dans une mise en valeur des possessions françaises. Entre 1920 et 1940, le nombre de loges françaises dans les colonies, protectorats et au Proche-Orient, augmentent et accroissent leur influence et les conseils des Ordres reçoivent des informations ou des vœux des loges coloniales. À compter de ces années les ordres maçonniques commencent à soutenir la politique de colonisation et comme en métropole, les loges de l'empire colonial font remonter dans les conseils obédientiels, des  rapports sur la situation administrative de leur lieu d'implantation. Ces propositions allant dans le soutien de la présence française par l'amélioration des conditions de vie générale des territoires contrôlés par la France. Les réflexions et propositions des francs-maçons des colonies tournent aussi sur la protection des territoires coloniaux et ce qui constitue selon eux une « chasse gardée » française, face à l'immigration européenne de mains d'œuvre notamment. À l'assimilation intellectuelle des « indigènes » et des étrangers qui doit précéder une possible naturalisation afin d'éviter de perdre une « primauté d'origine française » du corps électoral.
Progressivement, les loges maçonniques s'emparent du sujet de la mise en valeur des ressources de l'empire colonial. Il ressort trois grands axes de développement, l'inventaire des ressources utilisables rapidement, la réorganisation de l'enseignement technique pour gérer les matières premières issues des colonies et la constitution d'une marine marchande pour mettre en œuvre les projets d'exploitations.